# Ursula Richter (fotógrafa)

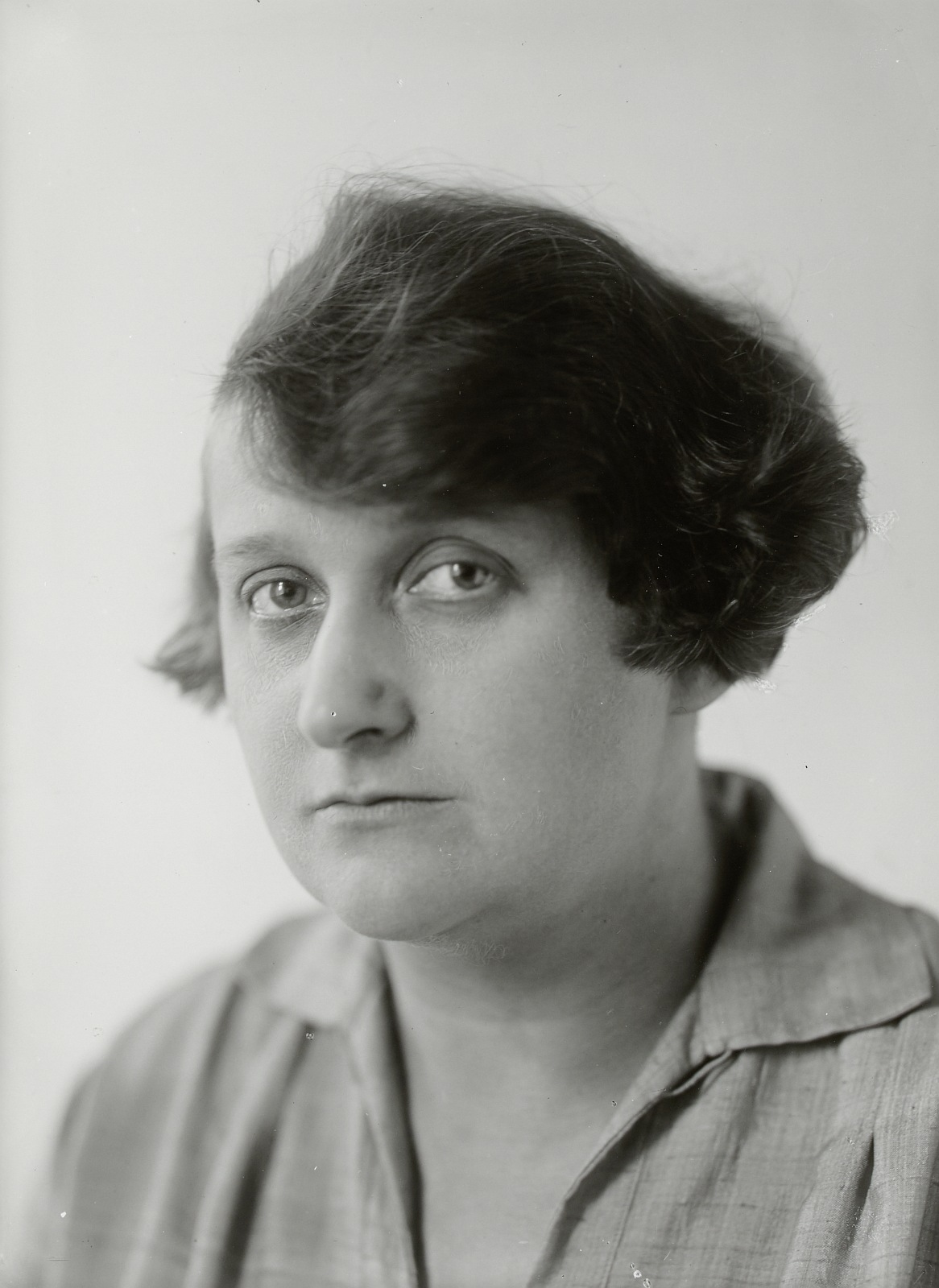
Irma Ursula Johanna Richter

Irma Ursula Johanna Richter (1886–1946) foi uma fotógrafa alemã especializada em fotografia de dança e teatro em Dresden .

## Biografia
Nascida em Radebeul, um subúrbio de Dresden, Richter veio de uma família de artistas. O seu pai era pianista e a sua irmã escultora. Ela era, no entanto, uma fotógrafa autodidata, praticando em Dresden de 1913 a 1935. Em 1914 abriu o seu próprio estúdio em Dresden. Ela estava especialmente interessada no teatro, fazendo retratos de actores e cantores de ópera. Acima de tudo, ela fotografou cenas de dança, incluindo as da dançarina expressionista Mary Wigman . Um dos seus retratos de Wigman foi exibido na exposição de fotografia de Frankfurt am Main em 1926.
Ela também tirou retratos históricos de Bruno Decarli e Erich Ponto. A sua fotografia de palco documenta não apenas o trabalho dos artistas mas também dos diretores e cenógrafos. Na década de 1930, ela atuou no Albert-Theater, onde captou muitas imagens dos espectáculos. Ela deixou cerca de 225 fotografias de apresentações teatrais e de dança em Dresden, bem como 350 placas particulares e uma grande coleção de outros negativos e gravuras.